# ジョン・ノリス (1752年没)
ジョン・ノリス（英語: John Norris、1685年頃 – 1752年）は、グレートブリテン王国の庶民院議員。

## 生涯
ウィリアム・ノリス（Wlliam Norris、1730年没）とエリザベス・セルフ（Elizabeth Selfe、ジェイコブ・セルフの娘）の息子として、1685年頃に生まれた。1700年11月29日にオックスフォード大学トリニティ・カレッジに入学、1703年にリンカーン法曹院に入学したのち1710年に弁護士資格免許を取得した。
1710年に父がチペナム選挙区内の資産を購入したことで同選挙区における被選挙権を獲得、1713年イギリス総選挙で93票を得て、得票数1位で庶民院議員に当選した。トーリー党の一員とされたものの、議会では演説の記録がなく、1715年イギリス総選挙で落選した後は再立候補しなかった。
1716年にエリザベス（Elizabeth、1750年没、おそらくジョン・スレッシャー(Thresher)の娘）と結婚、少なくとも1男をもうけた。
- ウィリアム - 父の死後、遺産を継承した

1752年に死去した。